# Richard Hoschke
Richard Hoschke (ur. 1892, zm. ?) – zbrodniarz nazistowski, członek załogi niemieckiego obozu koncentracyjnego Dachau  i SS-Oberscharführer.
Członek NSDAP. Od 21 września 1944 do 5 stycznia 1945 pełnił służbę w Kaufering III, podobozie Dachau, jako strażnik i konwojent drużyn roboczych. Następnie przeniesiony został do podobozu Utting, gdzie sprawował stanowisko Rapportführera. Od 12 lutego 1945 do 15 marca 1945 przebywał w podobozie Udst, gdzie szkolił wartowników SS. Następnie przeniesiono go do obozu głównego, gdzie kierował jedną z kuchni dla esesmanów. 2 kwietnia 1945 powrócił do podobozu Utting, gdzie pozostał do 22 kwietnia 1945. Uczestniczył w ewakuacji obozu.
W procesie załogi Dachau (US vs. Hermann Calenberg i inni), który miał miejsce w dniach 6–7 marca 1947 przed amerykańskim Trybunałem Wojskowym w Dachau skazany został na 3 lata pozbawienia wolności za wielokrotne maltretowanie więźniów.